# Chuck Comer
Chuck Comer (* 27. Juli 1934 in Arkansas) ist ein US-amerikanischer Country- und Rock-’n’-Roll-Musiker und -DJ.

## Leben

### Kindheit und Jugend
Chuck Comer wurde 1934 in Arkansas geboren und alleine von seiner Mutter groß gezogen, da sein Vater starb, als Comer zwei Jahre alt war. Seine Kindheit verbrachte er in Missouri, Oklahoma, New Mexico und Virginia. 1952 ließ sich die Familie endgültig in Newport, Arkansas, nieder, wo Comer begann, Gitarre zu spielen und erste Kontakte zur Musikszene knüpfte. Sein größter musikalischer Einfluss war Country.

### Karriere
Ab 1953 hatte Comer seine erste eigene Radioshow über KNBY in Newport, die er durch einen Talentwettbewerb gewann. Nach einigen Monaten an der Keegans School of Broadcasting in Memphis, Tennessee, begann er, ab 1956 selbst in Clubs und Bars aufzutreten. 1958 sah er den jungen Larry Donn im Clover Club in Swifton, Arkansas, und nahm einige Demos mit ihm auf, die er in seiner Radioshow spielte.
1959 lernte Comer Arlen Vaden kennen, der das Label Vaden Records besaß. Anfang 1959 hielt Comer zusammen mit seiner Band, bestehend aus Kern Kennedy (Klavier), J.C. Caughron (Gitarre), Bob Mickey (Schlagzeug) und wahrscheinlich Frankie Sudduth (Bass), im KCLN-Studio eine Session für Vaden ab, die die Single A Little More Lovin‘ / Shall We Dance produzierte. Die B-Seite hatte einigen Erfolg in den Jukeboxen in Arkansas. In dieser Zeit tourte Comer durchs Land mit weiteren Vaden-Künstlern. Teddy Redell, der bei der Session nicht mitgespielt hatte, war in dieser Zeit sein regulärer Pianist. Oftmals spielte er auch mit Carl Perkins, Warren Smith und Sonny Burgess zusammen. Anfang der 1960er-Jahre wandte er sich wieder ganz der Country-Musik zu.
Comer wechselte danach erst zu KOSE und dann zu KSUD in West Memphis, Arkansas. Um 1963 lernte er Gene Williams kennen, der das Label Cottontown Jubilee Records leitete und Comer unter Vertrag waren. Neben zwei Singles, die dort produziert wurden, stieg Comer zeitweise auch in das Geschäft ein. In den 1960er-Jahren spielte er auch für weitere kleine Plattenlabels aus Memphis Songs ein. Er konzentrierte sich fortan auf seine Karriere als DJ.
1976 wurde in Europa erstmals Little More Lovin‘ auf einer LP der Collector Records veröffentlicht, doch erst 2003 war es Steve Kelemen möglich, Comer ausfindig zu machen und ihn zu interviewen. 1996 war er in die Memphis Music Hall of Fame aufgenommen worden und nahm im Februar 2010 bereits gesundheitlich angeschlagen und im Rollstuhl an einer Vaden-Reunion-Show teil.

## Diskographie
| 1960                    | Little More Lovin‘ / Shall We Dance                      | Vaden 302              |
| 1963                    | A Love That Never Dies / I Had My Fingers Crossed        | Cottontown Jubilee 106 |
|                         | What Are We Gonna Do / I’m the Luckiest Guy in the World | Cottontown Jubilee     |
|                         | My Adobe Hacienda / You Ain’t Nothing But a Heartache    | CMC 7696               |
| Unveröffentlichte Titel |                                                          |                        |
|                         | - I Like Your Company                                    | Cottontown Jubilee     |